# Joachim Comet
Joachim Comet (Perpinyà, 25 d'abril del 1856 - Perpinyà, 15 de març del 1921) va ser un actiu impressor rossellonès que es dedicà a l'estudi de la història de la impremta i treballà en el foment del corporativisme dels tipògrafs i impressors francesos. Fundà una impremta (Impremta J. Comet) que publicà la majoria dels llibres que es feren en català al Rosselló a començaments del segle xx. A la seva mort, continuaren la impremta els seus fills, i posteriorment nets i besnets, amb les raons socials "Impremta L. Comet", "Maison Comet" i altres.

## Biografia
Joachim Comet s'inicià professionalment a la tipografia a la impremta Latrobe de Perpinyà, i amplià formació a impremtes de Marsella, Lió i a la impremta Lahure de París, abans de tornar a Perpinyà. Entre 1879 i 1889 publicà llibres amb peu d'impremta propi ("Imprimerie Joachim Comet" el 1880, "Imp. Catholique de J. Comet" el 1885), i a començament o mitjans dels anys 1890 començà a treballar a la impremta Latrobe, que acabà dirigint, i on romangué versemblantment fins a la mort d'aquest empresari, el 1905. A partir d'aquest moment, i d'acord amb els seus fills, decidí constituir una nova llibreria-impremta, que de fet reprenia la impremta Comet dels anys 1879-1889.
En paral·lel, Comet s'involucrà de forma important en la defensa dels interessos dels tipògrafs i impressors francesos, tant mitjançant la publicació de periòdics especialitzats (el Journal des Typographes i l'Almanach des typographes), com constituint amb col·legues seus la Société Amicale des Protes et Correcteurs d'Imprimerie de Province (posteriorment Société des Protes et correcteurs de France), que gestionà com a secretari general (elegit el 1899, encara ho era el 1901). Des del número 1 (1895) portà, quasi en solitari, un dels organs d'aquesta darrera, la Circulaire des Protes, i també impulsà i en dirigí (1901) una secció, l'Académie Typographique. Com a estudiós de l'art de la impremta, la tipografia i la correcció, va ser autor de diverses obres: el Manuel de l'imposition (1891, 1895 ), la Législation des affiches (1894), l'estudi Rosembach (1896), la història La imprimerie à Perpignan (1908) i articles al butlletí de la SASL, la Revue Catalane i la Circulaire des Protes.
El 1900 feia publicitat d'un tipus tipogràfic d'invenció pròpia, el Qadrat Circulaire, que era una mena de lingot o quadratí que havia registrat, i que permetia crear efectes visuals en la composició tipogràfica sense utilitzar interlínies o filets corbats.
Va ser membre, i en alguns moments impulsor, de la Société agricole, scientifique et littéraire des Pyrénées-Orientales, el Bulletin de la qual imprimí entre 1907 i 1914. Finalment, i potser com a part del producte empresarial que oferia la seva impremta, Comet constà com a gerent i/o director de diverses de les revistes que imprimia, com ara la Revue catalane o Les Albères.

### Obres de J. Comet
- Législation des affiches.  Perpinyà: Impr. C. Latrobe, 1894.
- Almanach typographique.  Creil - Perpignan: Marcassin - Comet (Creil: imp. Camille Vermont), 1895-1896.
  -  Almanach des typographes.  Perpinyà: Journal des typographes, 1898-1907.
- Comet, Joachim (director). Journal des typographes, 1896.
- Comet, Joachim (director). Circulaire des protes. Bulletin de la Société des Protes de Province. («Anys 1895-1901 digitalitzats». Arxivat de l'original el 2016-05-05. [Consulta: 6 abril 2016]. Imprès a la impremta Latrobe. El nom de l'entitat, i en conseqüència el títol de la revista, anà variant amb el pas dels anys: "Société Amicale des Protes et Correcteurs d'Imprimerie de Province" (1897-1911), "Société Amicale des Protes et Correcteurs d'Imprimerie de France" (1912-1932)
- Comet, J. Typographie. Petit manuel d'imposition. Théorie et pratique.  Perpinyà: imp. de Charles Latrobe, 1891.
  - Comet, J. Typographie. Petit manuel d'imposition. Théorie et pratique.  Perpinyà: imp. de Charles Latrobe, 1895.
- Comet, J. «L'Imprimerie à Perpignan. Rosembach (1493-1530), étude historique». Bulletin de la Société agricole, scientifique et littéraire des Pyrénées-Orientales, XXXVII, 1896.  [Extret].  Perpinyà: imp. de Charles Latrobe, 1896. («Exemplar digitalitzat». Arxivat de l'original el 2016-05-05. [Consulta: 6 abril 2016].)
- Butlletí de la SASL: L'Imprimerie à Perpignan. Rosembach (1493-1530), étude historique (vol. 37, 1896); Liste générale des membres de la Société depuis sa fondation jusqu'en 1904 i Table générale des matières contenues dans les 45 volumes publiés (vol. 45, 1904); L'imprimerie à Perpignan depuis les origines jusqu'à nous jours (49, 1908)
- Circular dels "protes", normalment signant "J.C.": Chronique (8; 9, 1896; 12, 1897; 24; 26; 27; 30; 32; 33, 1898; 48; 50, 1900), Situation (10, 1896), Assemblées régionales (13, 1897), Assemblée générale (15, 1897), Rapport de M. Comet (16; 17; 18; 21, 1897), Nos fêtes de Lyon (17, 1897), Jean Le Bars (20, 1897), Aux Protes et Correcteurs du Sud-Ouest (21, 1897), Nos fêtes de Tours (28, 1898), L'Académie Typographique (29; 33, 1898; 65, 1901); Bibliographie (44, 1899); Petits riens (50, 1900); Le Talus des Lettres (59, 1901); Cadrat circulaire (62, 1901)
- Revue catalane: La clé de l'orthographe catalane (24, 1908); L'introduction de l'Imprimerie à Barcelone (92, 1914)

## La impremta J. Comet (1879-1889 i 1906-1921)
"Impremta Comercial i Administrativa de J. Comet
carrer Saint-Dominique, Perpignan
Factures, Circulars, Prospectes, Encapçalaments de carta, Cartes, Cartes de naixement, matrimoni i defunció, etc. Estats administratius i altres. Feines de totes menes, com Fullets, Memòries, Tesis, etc., etc."
 - Traducció de l'anunci a la contratapa d'un llibre publicat el 1879
L'any 1879 començà a publicar llibres amb nom propi ("Imprimerie Joachim Comet" o bé, a vegades, "Imprimerie Catholique de J. Comet"), i mantingué l'empresa activa fins al 1889. El 1905 (coincidint amb la mort de Charles Latrobe, a la impremta del qual treballava) i amb l'ajuda dels seus fills, també impressors, la refundà com a impremta Comet, que volgué anomenar "Imprimerie Catalane" ("Impremta Catalana d'en Comet" o "Imprimerie Catalane de J. Comet"), però també publicà sense l'apel·latiu "Catalana/Catalane" ("Imprimerie Comet" o "Imprimerie de J. Comet"). En morir, la continuà el seu fill, Louis Comet.
Al llarg dels anys, la impremta perpinyanenca passà per diverses adreces: el carrer de Sant Domènec (cantonada amb el carrer del Cementiri de Sant Joan, 1) els anys 1879 i 1880; a partir del 1881 al número 1 del "Bastió de Sant Domènec" (nom que el carrer porta en l'actualitat). L'any 1896, quan treballava a la impremta Latrobe i feia funcions directives al Journal des typographes i a la Circulaire des Protes, indicava com adreces de correspondència, respectivament, la "rue Grande Saint-Jacques 47 bis" i, a la Circulaire..., "rue Saint-Jacques". Entre 1907 i desembre del 1913 l'empresa estigué a l'adreça de Sant Domènec 8, per bé que en una publicació de l'any 1912 s'indica el carrer de les Fàbriques d'en Nabot, i a la Revue Catalane de gener del 1912 (però no a la del desembre del 1911, ni a la del febrer del 1912) la "rue de la Révolution Française". A partir de gener del 1914 ja consta l'adreça del carrer de la Posta (o del Correu), número 7 que, amb els anys, esdevindria l'actual carrer de Joana d'Arc; la impremta ha romàs a aquesta localització durant més d'un segle.

### Línies empresarials
L'any 1879 anunciava l'aparició de La Publicité. Journal d'intérêt public Economique, Agricole et Commercial, que es definia com 
| «                              | (traducció) Fundat, ja fa alguns mesos, per a facilitar les transaccions comercials, aquest periòdic s'especialitza en anuncis. Malgrat el seu format, el més gran dels diaris del país, es distribueix gratuïtament i a domicili a casa de tots els negociants, propietaris i treballadors de la vila de Perpinyà, en mil·lers d'exemplars. Les persones del departament que vulguin rebre aquest fulletó són pregades d'enviar 1 franc per any per a les despeses de correu. Per altres departaments, 2 francs. El preu dels anuncis es fixa en 15 cèntims la línia. Aquest periòdic s'ocupa de l'agricultura, i dona un gran nombre d'articles sobre temes instructius. Oficina: Impremta Comet, Perpinyà | » |
| — Verax Notice biographique... | |   |

A partir del 1905, Comet parà un establiment comercial que, com ja succeïa en altres casos (per exemple a la impremta Tastu), exercia simultàniament de llibreria i d'impremta ("Imprimerie-Librairie Comet" 1908). L'establiment tant venia llibres impresos per altres impressors (per exemple la col·lecció "Bibliothèque Catalane"  s'anunciava com a comercialitzada per la impremta Comet, però alguns dels llibres que en formaven part no havien eixit de les seves premses), com imprimia obres per compte propi, com imprimia llibres o revistes per compte d'altri, amb peus d'impremta que així ho feien constar. Com a impressor de la Revue catalane des del número 1 i del butlletí de la Société agricole, scientifique et littéraire des Pyrénées-Orientales del 1907 al 1914, la impremta també es feu càrrec  reimprimir-ne nombrosos articles en forma d'extret.
Tot al llarg de la història de la casa Comet, aquesta imprimí revistes. Algunes per compte d'altri, com el Butlletí de la SASL o la Revue catalane, i la vinculació de Comet amb alguna d'aquestes ultrapassà, en algun cas, la mera impressió. Així, la Revue catalane, editada per la Société d'Études Catalanes, el 1913 no tan sols s'estampava a l'"imprimerie Comet", sinó que l'adreça del Secretariat era la de la impremta, i el gerent n'era el mateix Joachim Comet. Aquesta acumulació de funcions entronca amb el concepte modern d'empresa de serveis editorials integrats.
En altres ocasions, sembla que Joaquim Comet produïa una revista com a paquet complet: redacció, impressió i comercialització. En podrien ser un cas les revistes Les Albères, L'Écho cerdan, Le Petit Argélesien i Le Petit Tautavelois, que aparegueren breument el 1909 i que compartien textos entre elles i amb L'ami du peuple, butlletí de la catedral de Sant Joan de Perpinyà.
En col·laboració amb el seu amic, el professor Louis Pastre, de qui a partir del 1911 en fou editor exclusiu, Comet feu cursos de català per a nois en edat escolar, que fornia amb impressions escrites per Pastre. Aquests cursos, però, estaven en francès, com la major part de la producció de la impremta.
De les gairebé dues-centes vint publicacions localitzades eixides de les seves premses, només 35 ho foren en català, un 15%; tot i això, en Comet fou el principal impressor d'obres en català del Rosselló de la seva època. Les obres que publicà en català foren majoritàriament de devoció popular (goigs) i de poesia, amb alguna fita important com la traducció d'una encíclica papal el 1889 o les Faules de La Fontaine (1909). També fou responsable d'obres redactades o traduïdes en francès, però de gran interès per a la cultura catalana: una antologia de poetes catalans (1908, de Jean Amade), el Dictionnaire de Biographies Roussillonnaises de Jean Capeille (primera edició del 1910 i segona edició del 1914), la Botanique catalane de Lluís Conill i la ja esmentada L'imprimerie à Perpignan del mateix Comet (1908)

### Impressions de J. Comet
En la llista següent es recullen les impressions del període 1879-1921 amb peu d'impremta Comet. Són només una part de la producció total de l'establiment durant aquests anys, perquè, per una banda, de ben segur que hi ha llibres i revistes que eixiren de la impremta que no s'han localitzat; i de l'altra, perquè feu moltes impressions (tiquets, targetes de visita, papers de carta, fulls volants) que rarament mencionaven impressor i que, de totes passades, tampoc no s'haurien conservat per la seva mateixa naturalesa fungible.
Goigs i altres publicacions de devoció popular sense datar
 Alabansas rossellonesas a Nostra Senyora de Lurdas dedicadas al Illustrissim Senyor bisbe de Perpinyà E. Caraguel. Ayre dels goigs de Font-Romeu [Consulta: 6 abril 2016]. Arxivat 2016-05-05 a Wayback Machine.;  Cantique à saint Hippolyte. Air. Dieu de clémence o Dieu sauveur [per Delphine Saléta] [Consulta: 6 abril 2016]. Arxivat 2016-05-06 a Wayback Machine.;  Goigs de la gloriosa santa Rita advocada contra la picota se cantan en l'iglesia parroquial de sant Fructuos de Llo [Consulta: 6 abril 2016]. Arxivat 2016-05-05 a Wayback Machine.;  Goigs de Nostra Senyora de Vida la capella de la qual és situada en lo terme de Argeles [Consulta: 6 abril 2016]. Arxivat 2016-05-05 a Wayback Machine.;  Goigs de Nostra Senyora del Canigo o de la Soterrana venerada en la iglesia de Sant-Marti-del-Canigo [Consulta: 6 abril 2016]. Arxivat 2016-05-05 a Wayback Machine.;  Goigs del glorios martyr Sant Sebastia.;  Goigs del gloriós sant Joan Evangelista [Consulta: 6 abril 2016]. Arxivat 2016-05-06 a Wayback Machine.;  Goigs del gloriós sant Julia martir patro de la Iglesia parroquial de Vilanova de la Raho [Consulta: 6 abril 2016]. Arxivat 2016-05-05 a Wayback Machine.;  Goigs dels gloriosos martirs sants Aciscle y Victoria [Consulta: 6 abril 2016]. Arxivat 2016-05-05 a Wayback Machine.;  Goigs en alabança de la Nativitat de la Verge Santissima qu'es cantan en la capella de Vilar-Milar.;  Goigs en alabansa de N. S. dels Dolors [Consulta: 6 abril 2016]. Arxivat 2016-05-05 a Wayback Machine.;  Goigs en alabança de sant Thomas.;  Goigs en alabança del glorios bisbe y martyr sant-Amands [Consulta: 6 abril 2016]. Arxivat 2016-05-05 a Wayback Machine.;  Litanies de Notre-Dame de Grace que l'on chante dans l'église paroissiale de Saint-Jacques de Perpignan, aux fêtes de l'Archi-confrérie du Très Saint Rosaire [Consulta: 6 abril 2016]. Arxivat 2016-05-05 a Wayback Machine.;  Relació històrica y moral de la Sagrada Passió de Jesu-Crist nostre senyor [Consulta: 6 abril 2016]. Arxivat 2016-05-05 a Wayback Machine.;  Le Roussillon à Lourdes, pèlerinage de Notre-Dame de Salut [Consulta: 6 abril 2016]. Arxivat 2016-05-05 a Wayback Machine.
Altres publicacions sense datar
- Catalogue de la Librairie Catalane J. Comet rue de la Poste Perpignan. Ouvrages sur le Roussillon ou d'auteurs roussillonnais [Consulta: 6 abril 2016]. Arxivat 2016-05-05 a Wayback Machine.
- Libes, Jean (música); Bausil, Albert (lletra). Hymne au Roussillon [partitura de direcció] [Consulta: 6 abril 2016]. Arxivat 2016-05-05 a Wayback Machine.

1879
- La Publicité. Journal d'annonces des Pyrénées-Orientales, 1879-1886. («Anys 1881-1883, digitalitzats». Arxivat de l'original el 2016-05-05. [Consulta: 6 abril 2016].)[16]
- Saléta, Delphine. Notre-Dame de Font-Romeu. Poésie.
- Verax, Emile. Notice biographique de François Arago. Edition populaire. («Exemplar digitalitzat».)

1880
- Barrère, Joseph. Ponts en maçonnerie. Tracé graphique de la courbe des pressions des voútes, application de la méthode à l'épure de stabilité d'un pont de 45 mètres d'ouverture, établi au passage du chemin de fer d'Elne à Arles-sur-Tech, sur la rivière du Tech, à Céret (Pyrénées-Orientales).
- Brial, Barthélemy. Souvenir de première Communion. La Piété.
- Du Mont, Prosper. Irrigation roussillonnaise. 3e mémoire [Consulta: 6 abril 2016]. Arxivat 2016-05-05 a Wayback Machine. («Exemplar digitalitzat». Arxivat de l'original el 2016-05-05. [Consulta: 6 abril 2016].)
- Le Moniteur roussillonnais, 1880-1883.[16]
- Le Perpignanais. Almanach agricole, scientifique et littéraire des Pyrénées-Orientales pour l'année....  Perpinyà: La Publicité: Journal d'annonce des Pyrénées-Orientales, 1880-1884 [Consulta: 6 abril 2016]. Arxivat 2016-05-05 a Wayback Machine. («Any 1880 digitalitzat». Arxivat de l'original el 2016-05-05. [Consulta: 6 abril 2016].)
- Tarrène, H. Nouvelle méthode de lecture à l'usage des écoles et des familles.
- Tolra de Bordas, Joseph. Histoire du martyre des Saints Abdon & Sennen, de leurs reliques, de leurs miracles et de leur culte. 2ème. ed.: rev., corr. et augm..  París: Société Générale de Librairie Catholique Victor Palmé.

1881
- Calvet, Vincent. A Propos de mes courtes paroles. Première réponse à la lettre de M. Marie Giral (27 mai 1881). "Se vend chez M. le curé de Corsavy"
- Calvet, V. A Propos de mes courtes paroles. Deuxième réponse à la lettre de M. Marie Giral.
- Calvet, V. Réponses à la lettre de M. Marie Giral. Troisième réponse (8 septembre 1881).  s.l.: s.n. ("Se vend chez M. le curé de Corsavy"). Atribució d'editorial per similitud
- Font, François. Histoire de l'abbaye royale de Saint-Michel de Cuxa (diocèse de Perpignan); suivie de la Vie du marquis Ferdinand Costa, comte de Vilar, de Chambéry, en religion dom Jean-Baptiste, Camaldule de l'Erémo de Turin, mort en odeur de sainteté à Prades (Pyr.-Or.).  Perpinyà: imprimerie de J. Comet. («Exemplar digitalitzat».)
- Le Phare. Journal d'intérêt local, commercial et maritime.  Perpinyà / Port-Vendres: imprimerie Comet (succursale de la maison de Perpignan), 1881-1882.[16]
- Saléta, Delphine. Cantiques à Notre-Dame de Font-Romeu.
- Statuts et règlements du chapitre de l'église cathédrale de Perpignan. (14 septembre 1881).

1882
- abbé J.B. Neuvaine en l'honneur de Sainte Lucie.
- Cazes, Gustave. Société agricole, scientifique et littéraire des Pyrénées orientales. Construction d'un réservoir dans la montagne, rapport présenté dans la séance du 13 juin 1882.
- Fillol, J. Neuvaine en l'honneur de sainte Philomène vierge et martyre.
- Jean Guêtré (pseud. de Prosper Du Mont). Némésis burlesque, ou Chansons satiriques.
- Font, François. Vie du marquis Ferdinand Costa, comte de Vilar, de Chambéry, en religion dom Jean-Baptiste camaldule à l'Érémo de Turin, mort en odeur de sainteté à Prades....

1883
- Bruguère, Armand de. Du droit légitime d'Alphonse XII au trône d'Espagne d'après les documents authentiques.
- Catalogue des œuvres exposées à la société des Beaux-Arts des Pyrénées-Orientales en 1883.  Perpinyà: Société des Beaux Arts des Pyrénées-Orientales [Consulta: 6 abril 2016]. Arxivat 2016-05-05 a Wayback Machine. («Exemplar digitalitzat». Arxivat de l'original el 2016-05-05. [Consulta: 6 abril 2016].)
- Jammet, F. Aux amis de l'"Espérance".
- La Manille de Bastous. Journal hebdomadaire littéraire satirique 15 avril 1883 (n 1).

1884
- La Gazette du Roussillon. Succeí el Moniteur roussillonnais[16]
- Joué, Léon. Histoire d'une plante.
- Reverbel. L'Art de nettoyer soi-même les vêtements et d'enlever les taches sur toutes sortes d'étoffes.

1886
- Tolra de Bordas, Joseph. Pèlerinage à Notre-Dame de Força Réal (Diocèse de Perpignan) ou Notice historique et topographique sur l'ermitage de ce nom. Deuxième édition [Consulta: 6 abril 2016]. Arxivat 2016-05-05 a Wayback Machine. («Exemplar digitalitzat». Arxivat de l'original el 2016-05-05. [Consulta: 6 abril 2016].)
- Tolra de Bordas, Joseph (editor). Recueil de goigs ou cantiques roussillonnais. Première série, 1885 (1886). («Exemplar digitalitzat». Arxivat de l'original el 2016-05-05. [Consulta: 6 abril 2016].)
- Bulletin général de la Boulangerie, 1886-1887.[16]

1887
- Garrigou, Felix. La Source gazeuse bicarbonatée calcique et ferrugineuse de Montesquieu (Pyrénées-Orientales) [Consulta: 6 abril 2016]. Arxivat 2016-05-05 a Wayback Machine.
- Rollat, Victor. Etude sur la sériciculture. De la formation du ver dans l'œuf du ver à soie.

1888
- Le Jardin de Marie, revue mensuelle en l'honneur de la Sainte Vierge.
- Parmentier, Jules. Noëls populaires, recueillis et arrangés par l'abbé J. Parmentier, maitre de chapelle de la cathédrale.

1889
- Aymar, Miquel. Novena de sant Joseph, patró de la bona mort, seguida de las lletanias y dels goigs.
- Balmitgere, F. Vœux et propositions [à la municipalité d'Argeles sur Mer] [Consulta: 6 abril 2016]. Arxivat 2016-05-05 a Wayback Machine.
- Bonet, Rodolphe. Poignée d'hommages.
- Caseneuve, Pierre. La France chrétienne poème en dix chants et en vers français [Consulta: 6 abril 2016]. Arxivat 2016-05-06 a Wayback Machine.
- Manuel de l'association des Dames de la Croix de la ville de Perpignan.
- N.S.Pare Pio; Aymar (traductor). Carta apostolica de N. S. Pare Pio per la providencia divina papa... sobre la definició dogmatica de la Immaculada Concepció de la Verge Maria, mare de Déu [Consulta: 6 abril 2016]. Arxivat 2016-03-16 a Wayback Machine.
- Règle de l'Union apostolique dans le diocèse de Perpignan.

1906
- Asile des vieillards de Perpignan. Cinquantenaire de la Fondation 1856-1906 [Consulta: 6 abril 2016]. Arxivat 2016-05-05 a Wayback Machine.
- L'Agriculteur moderne. Journal agricole, viticole, horticole et d'économie rurale des départements des Pyrénées-Orientales, de l'Ariège, de l'Aude et de l'arrondissement de Béziers, 1906-1907 [Consulta: 6 abril 2016]. Arxivat 2016-05-05 a Wayback Machine.

1907
- [Bulletin de la] Société agricole, scientifique et littéraire des Pyrénées-Orientales [SASL], 1907-1914.
- Delpont, Jules. La sépulture de Jacques III de Majorque.[17]
- Donnezan, Albert. Notes sur le vieux Perpignan [Consulta: 6 abril 2016]. Arxivat 2016-05-05 a Wayback Machine.[17]
- Fillol, J. Neuvaine en l'honneur de Saint Gaudérique [Consulta: 6 abril 2016]. Arxivat 2016-05-05 a Wayback Machine.
- Jeux floraux de la Société d'Études Catalanes. Programme et conditions du concours. Observations sur l'orthographie et prononciation catalanes. Modèle de traduction d'un texte catalan. Conseil aux concurrents.  Perpinyà: Société d'Études Catalanes [Consulta: 6 abril 2016]. Arxivat 2016-05-05 a Wayback Machine. («Exemplar digitalitzat». Arxivat de l'original el 2016-05-06. [Consulta: 6 abril 2016].)
- Mengel, Octave. Comparaison des effets de la gelée à glace & de la gelée blanche. Notes géologiques sur les Pyrénées-Orientales.[17]
- Morin, Louis. Sur des cartes géographiques [du département de l'Aube] typographiées [par J.-F. Sainton, libraire à Troyes, 1749-1829].
- Pastre, Louis. Le catalan a l'école.  Perpinyà: Société d'Études Catalanes [Consulta: 6 abril 2016]. Arxivat 2016-05-05 a Wayback Machine.[7]
- Pastre, Louis. Llengues germanes.  Perpinyà: Société d'Études Catalanes.
- Revue catalane.  Perpinyà: Société d'Études Catalanes, 1907-1921 [Consulta: 6 abril 2016]. Arxivat 2016-05-05 a Wayback Machine. («Exemplar digitalitzat».)

1908
- Amade, Jean (traductor). Anthologie catalane (1re série: les Poètes roussillonnais) avec introduction, bibliographie, traduction française et notes.  Perpinyà: éd. de la Bibliothèque Catalane, 1908. («Exemplar digitalitzat».)
- Capeille, Jean. Précis historique sur la seigneurie de Llo [Consulta: 6 abril 2016]. Arxivat 2016-05-05 a Wayback Machine.[18]
- Capeille, Jean. Concile de la Réal.  Perpinyà: Société d'Études catalanes [Consulta: 6 abril 2016]. Arxivat 2016-05-05 a Wayback Machine.[7]
- Capeille, Jean. Figures d'évêques roussillonnais. Pierre de Cagarriga, évêque de Lerida... archevêque de Tarragone [Consulta: 6 abril 2016]. Arxivat 2016-05-05 a Wayback Machine.[7]
- Comet, Joachim. L'imprimerie à Perpignan depuis les origines jusqu'à nous jours.[18]
- Delpont, Jules. Els catalans de l'Alguer.[18]
- Lacvivier, Raymond de (editor). Comptes de la fabrique d'Elne (1415) [Consulta: 6 abril 2016]. Arxivat 2016-05-06 a Wayback Machine.[7]
- Pastre, Louis. La langue catalane populaire en Roussillon. Recueil de documents.  Perpinyà: Société d'Études Catalanes, 1908 [Consulta: 6 abril 2016]. Arxivat 2016-05-05 a Wayback Machine. («Exemplar digitalitzat». Arxivat de l'original el 2015-09-25. [Consulta: 6 abril 2016].)
- Pons, J.S.. Goigs en alabansa de sant Maurici del qual les reliquies se veneran en son ermitatge que's troba entre-mitx de ciuros y castanyers, en lo terme d'Illa [Consulta: 6 abril 2016]. Arxivat 2016-05-05 a Wayback Machine.
- Pratx, Maxence. En excursion. Reglelle et le roc del Martell [Consulta: 6 abril 2016]. Arxivat 2016-05-06 a Wayback Machine.[18]
- Tedesco, Venencio. Quelques poésies populaires catalanes à Alghero.[7]
- Vergès de Ricaudy, Emmanuel. Notice historique sur la Caisse d'Épargne de Perpignan.[Enllaç no actiu] («Exemplar digitalitzat». Arxivat de l'original el 2018-12-20. [Consulta: 6 abril 2016].)

1909
- L'ami du peuple. Organe religieux et social de la cathédrale Saint-Jean de Perpignan [Consulta: 6 abril 2016]. Arxivat 2016-05-05 a Wayback Machine. Aparegué de 1909 a 1914, pel cap baix. Compartia continguts amb quatre altres revistes que, previsiblement, també s'imprimien a la impremta Comet, encara que no consta que fossin tan longeves:
  -  Les Albères.
  -  L'Écho cerdan.
  -  Le Petit Argelésien.
  -  Le Petit Tautavelois.
- Cause du Diocèse de Perpignan ou de l'Ordre des Frères Mineurs pour la Béatification et Canonisation de la Servante de Dieu Anne-Marie Antigo...Articles sur lesquels on interrogera les témoins pour le procès d'information ou enquête sur la renommée de la sainteté de vie les vertus et les miracles de la Servante de Dieu.
- Combes, Emile; Doutrel, Gaston. Museum d'Histoire Naturelle. Perpignan. Guide du visiteur [Consulta: 6 abril 2016]. Arxivat 2016-05-05 a Wayback Machine.[19]
- Conill, Léon. Aperçu sur la flore de Sournia (Pyrénées-Orientales), essai de géographie botanique.[19]
- Fons, Joseph. Marges poétiques. Figures de style dans le genre badin, poésie acrobatique, vers palindromes, parodies, épitaphes historiques et épitaphes fantaisistes, épigrammes, un drame en six vers [Consulta: 6 abril 2016]. Arxivat 2016-05-06 a Wayback Machine.[19]
- Giralt, Joseph. Notice historique sur la commune de Fuilla.[Enllaç no actiu][19]
- La Fontaine; Bergue, Paul. Fables de La Fontaine traduites en vers catalans avec une préface et une étude sur l'orthographe & sur la versification catalanes [Consulta: 6 abril 2016]. Arxivat 2016-05-05 a Wayback Machine.
- Lacvivier, Raymon de. Elne, la cathédrale, le cloître [Consulta: 6 abril 2016]. Arxivat 2016-05-05 a Wayback Machine.
- Muséum d'histoire naturelle. Perpignan - Collections locales [Consulta: 6 abril 2016]. Arxivat 2016-05-06 a Wayback Machine.[19]
- Pastre, Louis. Critique des traductions catalanes du "Songe d'Athalie".  Perpinyà: Société d'Études Catalanes [Consulta: 6 abril 2016]. Arxivat 2016-05-05 a Wayback Machine.[7]
- Pastre, Louis. Les prétérits catalans en Catalogne et en Roussillon.  Perpinyà: Société d'Études Catalanes [Consulta: 6 abril 2016]. Arxivat 2016-05-05 a Wayback Machine.[7]

1910
- Bausil, Albert. La Blouse. Comédie en un acte [Consulta: 6 abril 2016]. Arxivat 2016-05-05 a Wayback Machine.
- Capeille, Jean. Dictionnaire de biographies roussillonnaises. (reimprès el 1914)
- Capeille, Jean. Figures d'évêques roussillonnais.  Perpinyà: Société d'Études Catalanes [Consulta: 6 abril 2016]. Arxivat 2016-05-05 a Wayback Machine. («Edició digitalitzada». Arxivat de l'original el 2016-05-05. [Consulta: 6 abril 2016].)[7]
- Capeille, Jean. Notice historique sur la famille de Cagarriga [Consulta: 6 abril 2016]. Arxivat 2016-05-05 a Wayback Machine.[20]
- Chauvet, Horace (director). La Veu del Canigo. Gazette roussillonnaise bihebdomadaire illustré.  Perpinyà: H.Chauvet, 1910-1914 [Consulta: 6 abril 2016]. Arxivat 2016-05-05 a Wayback Machine.
- Conill, Léon. Botanique catalane pratique. («Exemplar digitalitzat fins a la pàgina 50».)
- Daudet, Alphonse; Violet, Gustave (traductor). L'Arlesiana.
- Delpont, Jules. Les Roussillonnais à la Conquête de Mallorca (1229) et d'Eyvissa (1235).[19]
- L'Ermità de Cabrenç (lletra). ¡Visca Rosselló! Cantate Catalane (avec la traduction française), en l'honneur de l'Inauguration du Monument "Montanyas Regaladas" de Raymond Sudre à Perpignan, le 5 juin 1910. Musique de MM. Simon Siné et Gabriel Pares [conté únicament la lletra]. («Exemplar digitalitzat». Arxivat de l'original el 2016-03-11. [Consulta: 6 abril 2016].)
- Freixe, Jacques. Le Passage du Perthus pendant la guerre des Vêpres-siciliennes 1285-1295.[21]
- Goigs qu'es cantan en las iglesias de Cerdanya y en particular a Err.
- Masnou, Paul (edició i notes). Une levée de miquelets ou Fusiliers de Montagne en Roussillon... [Consulta: 6 abril 2016]. Arxivat 2016-05-05 a Wayback Machine.[21]
- Masnou, Paul (edició i notes). Note sur le retable de la chapelle du rosaire de l'église Saint-Jacques de Perpignan [Consulta: 6 abril 2016]. Arxivat 2016-05-05 a Wayback Machine.[21]
- Mengel, Octave. Valeur climatérique de Perpignan. Tremblements de terre en région catalane.[21]
- Mistral, Frederic (lletra); Saboly, Nicoulau (lletra); Jacquement, L (harmonització). La Santo Estello a Perpinya 1910.  Perpinyà: Societat d'Estudis Catalans [Consulta: 6 abril 2016]. Arxivat 2016-05-06 a Wayback Machine.
- Panthéon roussillonnais [Liste des Roussillonnais qui se sont illustrés depuis les temps reculés jusqu'à nos jours].
- Pratx, Maxence. L'Intendance de Roussillon. Mémoire de M. Pierre Poeydavant, subdélégué général sur la province de Roussillon et le pays de Foix. Deuxième partie [Consulta: 6 abril 2016]. Arxivat 2016-05-05 a Wayback Machine.[21]
- Robin, Marcel. Contribution à l'histoire de la Révolution de 1848 dans les Pyrenées-Orientales [Consulta: 6 abril 2016]. Arxivat 2016-05-05 a Wayback Machine.[21]
- Torreilles, Philippe (editor). Lettres du comte d'Oms de Margarit, enseigne aux gardes françaises, à son père le marquis d'Oms de Tord... [Consulta: 6 abril 2016]. Arxivat 2016-05-05 a Wayback Machine.[21]
- Vidal, Pierre. Recherches relatives à l'histoire des Beaux-Arts et des Belles Lettres en Roussillon depuis le XIe siècle jusqu'au XVIe.[21]

1911
- Almanach agricoles des Pyrénées-Orientales. 1912.
- Armagnac, Antony. Paroles Divines.
- Capeille, Jean. Notice historique sur la famille de Banyuls [Consulta: 6 abril 2016]. Arxivat 2016-05-05 a Wayback Machine.[20]
- Capeille, Jean. Notice historique sur la famille de Lazerme [Consulta: 6 abril 2016]. Arxivat 2016-05-05 a Wayback Machine.[20]
- Capeille, Jean. Notice historique sur les familles de Lamer et Massot [Consulta: 6 abril 2016]. Arxivat 2016-05-05 a Wayback Machine.[20]
- Conill, Léon. Esquisse d'une monographie scientifique de Sorède et Lavall.[22]
- Davin, Sylvain; Pastre, Louis. Le français usuel enseigné par les exercices de langage et de lecture aux enfants de 6 à 9 ans. 4e éd.  Perpinyà: Société d'Études Catalanes. 3a edició (1909?) era feta per la impremta L. Surroca, de Perpinyà
  - 5a edició: Impremta Comet (s.a., 1914?) «Exemplar digitalitzat». Arxivat de l'original el 2016-05-05. [Consulta: 6 abril 2016].
  - 10a. edició: Impremta Comet (s.a.)
- Donnezan, Albert. Fouilles à Château-Roussillon [Consulta: 6 abril 2016]. Arxivat 2016-05-06 a Wayback Machine.[22]
- Freixe, Jacques. Le Passage du Perthus (1295-1462) [Consulta: 6 abril 2016]. Arxivat 2016-05-06 a Wayback Machine.[22]
- Gaela, Gaëtan. Esquisses et légendes. Rêveries aux vieux souvenirs [Consulta: 6 abril 2016]. Arxivat 2016-05-05 a Wayback Machine.
- Giralt, Joseph. Notice historique sur les communes de Jujols & Escaro [Consulta: 6 abril 2016]. Arxivat 2016-05-05 a Wayback Machine.[22]
- Masnou, Paul (edició i notes). Mémoires de l'église Saint-Jacques de Perpignan [Consulta: 6 abril 2016]. Arxivat 2016-05-06 a Wayback Machine.[22][23] («Exemplar digitalitzat». Arxivat de l'original el 2016-05-05. [Consulta: 6 abril 2016].)
- Mengel, Octave. Organisation et fonctionnement d'un service d'avertissements météorologiques agricoles dans les Pyrénées-Orientales et l'Aude au cours de l'année 1911.[22] («Exemplar digitalitzat». Arxivat de l'original el 2016-05-05. [Consulta: 6 abril 2016].)
- Pons, Joseph. Roses y xiprers, poesies rosselloneses [Consulta: 6 abril 2016]. Arxivat 2016-05-06 a Wayback Machine.
- Pratx, Maxence. N'Aligsen de Mont Esquiu. Episode de la Croisade d'Aragon [Consulta: 6 abril 2016]. Arxivat 2016-05-05 a Wayback Machine.[22]
- Robert, Paul. Un franc de dommages-intérêts pour une vie. Extret de La Défense Sociale de Perpignan
- Séverin, Rachel. [Concours horticole de 1910. Rapport ] L'Horticulture en Roussillon. Types d'exploitations fruitières, commerce et culture des primeurs [Consulta: 6 abril 2016]. Arxivat 2016-05-05 a Wayback Machine.[22]
- Torreilles, Philippe. L'Abbé Xaupi (1688-1778) [Consulta: 6 abril 2016]. Arxivat 2016-05-05 a Wayback Machine.[22]

1912
- Amade, Jean. Les Nouvelles idées directrices. L'idée régionaliste.  Perpinyà: Éditions de la Bibliothèque Catalane [Consulta: 6 abril 2016]. Arxivat 2016-05-05 a Wayback Machine.
- Conill, Léon. Le jardin scolaire [Consulta: 6 abril 2016]. Arxivat 2016-05-05 a Wayback Machine.[23]
- Freixe, Jacques. Le Passage du Perthus (1462-1659) [Consulta: 6 abril 2016]. Arxivat 2016-05-05 a Wayback Machine.[23]
- Gibrat, Joseph. Notes historiques sur la confrérie du Rosaire en Roussillon [Consulta: 6 abril 2016]. Arxivat 2016-05-05 a Wayback Machine. («Exemplar digitalitzat». Arxivat de l'original el 2016-05-05. [Consulta: 6 abril 2016].)
- Grando, Charles. Fleurs de vie. Poésies.
- Lacvivier, Raymond de (editor). Archives d'Elne. Deuxième registre de 1681 à 1700 [Consulta: 6 abril 2016]. Arxivat 2016-05-06 a Wayback Machine.[7]'
- Lacvivier, Raymond de. Un registre des archives de la commune d'Elne de 1597 à 1697.[7]
- Mengel, Octave. Conférence sur la météorologie agricole régionale.[23]
- Mengel, Octave. La Côte vermeille.[23]
- Pastre, Louis. De l'emploi de l'HI et de ELS HI.  Perpinyà: Société d'Études Catalanes.[7]
- Racine; Ribes, Miquel (traductor). Athalia, tragedia de J. Racine, treta de la Escriptura sagrada y traduïda en versos catalans.
- Société d'horticulture des Pyrénées-Orientales. Le Roussillon horticole. Organe officiel de la Société d'horticulture des P.-O [Consulta: 6 abril 2016]. Arxivat 2016-05-05 a Wayback Machine. Es publicà fins al 1914, pel cap baix
- Vidal, Jean-Marie. Procès d'inquisition contre Adhémar de Mosset, noble roussillonnais, inculpé de béguinisme 1332-1334.[23]

1913
- Aragon, Henry. Le Bilan des fouilles de Ruscino. Gazette roussillonnaise... (La Veu del Canigó). Partie 1 [Consulta: 6 abril 2016]. Arxivat 2016-05-05 a Wayback Machine.
- Bausil, Albert; Barragué, J. (adapt. musical). Nous ne serons jamais prêts. Revue des anciens [Consulta: 6 abril 2016]. Arxivat 2016-05-05 a Wayback Machine.
- Berga, Pau. La Mare Terra, poesíes rosselloneses.
- Delpont, Jules. Lo Sant Christ de Cosprons.[24]
- Fons, Joseph. Un Oublié: Paul Courty. Lecture de ses pensées. [Conférence à la section des lettres le 16 mai 1913] [Consulta: 6 abril 2016]. Arxivat 2016-05-05 a Wayback Machine.[24]
- Freixe, Jacques. Le Passage du Perthus (1660-1789) [Consulta: 6 abril 2016]. Arxivat 2016-05-05 a Wayback Machine.[24]
- Garrigues, Damien. Le Premier acte de la Révolution française à Perpignan [Consulta: 6 abril 2016]. Arxivat 2016-05-05 a Wayback Machine.
- Grando, Charles. Aqueixa mainada! comedia catalana en 1 acte, estrenada el 12 d'abril de 1913, al Teatre de Perpinyà per les festes de l'Harmonia.
- Guide illustré du département. Principales stations thermales, balnéaires, estivales ou hivernales. Edition 1913.  Perpinyà: Publications du Syndicat d'initiative pour la mise en valeur du département des Pyrénées-Orientales.
- Lacvivier, Raymond de. Les règles orthographiques de la langue catalane [Consulta: 6 abril 2016]. Arxivat 2016-05-05 a Wayback Machine.[7]
- Mas, A. (dir). Canticum novum. Revue mensuelle de musique religieuse conforme au Motu proprio [Consulta: 6 abril 2016]. Arxivat 2016-05-05 a Wayback Machine. Es publicà fins, pel cap baix, 1933
  - vol. 1 Cantate à Jeanne d'Arc, per a 3 veus, op. 218 d'Henri Joncet (?)
  - vol. 2 Messe Héroïque de Jeanne d'Arc, de Saturnin Paraire, organista de Sant Mateu de Perpinyà
  - vol. 3 Magnificat, per a 3 veus, de Bonaventure Petit, organista de la catedral de Perpinyà
  - vol. 4 Salut solennel, per a 2 i 3 veus, d'autors diversos
- Pastre, Louis. Les catalanismes a l'école. Enquête faite dans les écoles du Roussillon avec la collaboration de plusieurs instituteurs roussillonnais.[7]
- Pastre, Louis. Le sous-dialecte bas-languedocien de Clermont l'Hérault. Notes historiques, philologiques, grammaticales, lexicographiques, folkloriques et bibliographiques.  Perpinyà: Louis Pastre [Consulta: 6 abril 2016]. Arxivat 2016-05-05 a Wayback Machine. («Edició dgitalitzada».)
- Rouayrenc, François. La Jurisprudence sur les Syndicats Agricoles... [Consulta: 6 abril 2016]. Arxivat 2016-05-05 a Wayback Machine.
- Séverin, Rachel. [Excursion des Jardiniers Catalans en Provence ] Culture et commerce des primeurs. Provence & Roussillon horticulture comparée. Excursion des jardiniers catalans chez les primeuristes de la basse vallée [sic] de la Durance. Conduite provençale des cultures avancées entre abris sous châssis. Assolement intensif du jardin catalan. Prix de revient et revenu net de la culture horticole en Roussillon. Expédition des fruits et primeurs de la Côte Vermeille [Consulta: 6 abril 2016]. Arxivat 2016-05-05 a Wayback Machine.[24]

1914
- Aragon, Henry. Le Bilan des fouilles de Ruscino (Castel-Roussillon). Etude archéologique des fouilles. Partie 2 [Consulta: 6 abril 2016]. Arxivat 2016-05-05 a Wayback Machine. («Exemplar digitalitzat». Arxivat de l'original el 2016-05-05. [Consulta: 6 abril 2016].)
- Bonafont, Josep. Ays y albades.  Perpinyá: Société d'Études Catalanes (imprempta catalana J. Comet) [Consulta: 6 abril 2016]. Arxivat 2016-05-05 a Wayback Machine. («Exemplar digitalizat». Arxivat de l'original el 2016-05-05. [Consulta: 6 abril 2016].)
- Bulletin Paroissial de Saint Pierre de Prades. Es publicà a partir del 1914
- Capeille, Jean. Dictionnaire de biographies roussillonnaises. [reimpressió de l'edició del 1910].
- Carsalade du Pont, Juli de. Discurs del illustrim senyor Don Juli de Carsalade du Pont, bisbe de Perpinyà, president dels Jocs Florals de Barcelona de 1914 pronunciat en el acte del Certamen Literari el diumenge 3 de Maig [Consulta: 6 abril 2016]. Arxivat 2016-05-05 a Wayback Machine.
- Conill, Léon. Tératologie végétale, notes sur quelques cas observés dans les Pyrénées-Orientales.[25]
- Freixe, Jacques. Le Passage du Perthus (1790-1878) [Consulta: 6 abril 2016]. Arxivat 2016-05-05 a Wayback Machine.[25]
- Loutrel, Gaston. Contribution à l'étude de la faune malacologique du Roussillon [Consulta: 6 abril 2016]. Arxivat 2016-05-05 a Wayback Machine.[25]
- Morin, Louis. La Sphère de MM. Desmadryl, François et Benoit. Extret de l'"Almanach des typos", 1914
- Torreilles, Philippe. La diffusion du Français a Perpignan après l'annexion (1660-1700).[25]

1915
- Fons, Joseph. Le Drame 1914-1915. Demain [Consulta: 6 abril 2016]. Arxivat 2016-05-05 a Wayback Machine.
- Gibrat, Joseph. Une figure de soldat catalan [Louis Ribot].  Perpinyà: Impr. de J. Comet (en face de la Poste), 1915 o posterior [Consulta: 6 abril 2016]. Arxivat 2016-05-05 a Wayback Machine. («Exemplar digitalitzat». Arxivat de l'original el 2016-05-05. [Consulta: 6 abril 2016].)
- Grando, Charles. Perpignan pittoresque, les cris de la rue. Notes de folk-lore.
- Pastre, Louis. Ramon Llull et son œuvre pédagogique.  Perpinyà: Société d'Études Catalanes.

1916
- Aragon, Henry. Les guerres dans l'antiquité et la guerre moderne. vol. 1.
- Aragon, Henry. Les librairies a l'époque antique. Les manuscrits du Roussillon. («Exemplar digitalitzat».)
- Saint-André de Rivesaltes. Bulletin paroissial mensuel.
- Gibrat, Joseph. Guiselda, mœurs villageoises roussillonnaises [Consulta: 6 abril 2016]. Arxivat 2016-05-05 a Wayback Machine.

1917
- Bauby, Charles. Fleurs de route, poésies [Consulta: 6 abril 2016]. Arxivat 2016-05-05 a Wayback Machine.
- Gibrat, Joseph. Précis d'histoire du Roussillon.  Perpinyà: Société d'Études Catalanes (Impr. Comet, rue de la Poste) [Consulta: 6 abril 2016]. Arxivat 2016-05-05 a Wayback Machine. («Exemplar digitalitzat». Arxivat de l'original el 2016-05-05. [Consulta: 6 abril 2016].)
- Pastre, Louis. Perrault, Charles. La version catalane de Peau d'âne.  Perpinyà: Société d'Études Catalanes.

1918
- Aragon, Henry. La Colonie antique de Ruscino. La cité de droit latin. Les marbres inscrits. Les monuments (d'après les fouilles) [Consulta: 6 abril 2016]. Arxivat 2016-05-05 a Wayback Machine. («Exemplar digitalitzat». Arxivat de l'original el 2016-05-05. [Consulta: 6 abril 2016].)

1919
- Aragon, Henry. Le Jeu de ballon chez les anciens.  Perpinyà: Bulletin historique (imp. Catalane) [Consulta: 6 abril 2016]. Arxivat 2016-05-05 a Wayback Machine. («Exemplar digitalitzat». Arxivat de l'original el 2016-05-05. [Consulta: 6 abril 2016].)[26][27]
- Aragon, Henry. M. Héron de Villefosse et les fouilles de Ruscino.[26][27]
- Aragon, Henry. Le Maréchal Joffre à Perpignan 11-12 Octobre 1919 [Consulta: 6 abril 2016]. Arxivat 2016-05-05 a Wayback Machine.[26]
- Aragon, Henry. Projet de monument à Robespierre sur le pic du Canigou [Consulta: 6 abril 2016]. Arxivat 2016-05-05 a Wayback Machine.[26][27]
- Aragon, Henry. Une rue de Perpignan en 1807 [Consulta: 6 abril 2016]. Arxivat 2016-05-05 a Wayback Machine.[26][27]
- Aragon, Henry. Les théâtres et la musique dans l'antiquité.
- Pons, Joseph-S. El bon pedriç, poesies rosselloneses.  Perpinyà: Société d'Études Catalanes.

1920
- Aragon, Henry. La Bibliothèque catalane et la cloche d'Olot [Consulta: 6 abril 2016]. Arxivat 2016-05-05 a Wayback Machine.[26]
- Aragon, Henry. Fouilles de Ruscino Poteries [Consulta: 6 abril 2016]. Arxivat 2016-05-05 a Wayback Machine. («Exemplar digitalitzat». Arxivat de l'original el 2016-05-05. [Consulta: 6 abril 2016].)[26][27]
- Aragon, Henry. Organisation de la compagnie des pompiers de Perpignan [Consulta: 6 abril 2016]. Arxivat 2016-05-05 a Wayback Machine.[26][27]
- Aragon, Henry. Saint-Jean-Pla-de-Corts historique et pittoresque.[26][27]
- Pastre, Louis. Enseignement de la langue catalane par la méthode de doubles textes.  Perpinyà: Société d'Études Catalanes.
- Vassal, F. Vers la résurrection! Une évolution nécessaire de l'action sociale catholique. Le crédit populaire et son avenir en France [Consulta: 6 abril 2016]. Arxivat 2016-05-05 a Wayback Machine.

1921
- Almanach catalá-rossellonés de la Veu del Canigó.  Perpinya: Imprempta Catalana de J. Comet, 1921.
- Bulletin paroissial de Canet et Canet-Plage, 1921- [Consulta: 6 abril 2016]. Arxivat 2016-05-05 a Wayback Machine.
- Pastre, Louis. Travaux publiés par la "Revue Catalane" pendant la première période décennale 1907-1917: Table par noms d'auteurs. Suplement de la Revue catalane
- Rousseil, Justin. La Sainte nationale ou le Surnaturel dans la personne et l'œuvre de Jehanne d'Arc...

### Impressions d'Imprimerie Catalane (1916-1922)
Coexistint amb l'"Imprimerie Catalane Joachim Comet", en el període 1916-1922 també s'imprimiren documents que només feien constar "Imprimerie Catalane" o "Imprempta Catalana" i que sembla que es poden atribuir  a la impremta Comet.
sense data
- Coblas de la mort y passió de Jesu-Christ, Nostre Senyor.  Perpinyà: Imprimerie Catalane (rue de la Poste) [Consulta: 6 abril 2016]. Arxivat 2016-05-05 a Wayback Machine.
- Coll, Han. Un malentendu. Comédie en un acte.  Perpinyà: Imprimerie Catalane.[Enllaç no actiu]

1916
- Gibrat, Joseph. Une paroisse dominicaine en Roussillon [Consulta: 6 abril 2016]. Arxivat 2016-05-05 a Wayback Machine. («Exemplar digitalitzat». Arxivat de l'original el 2016-05-05. [Consulta: 6 abril 2016].)

1917
- Francis, Pierre. Les Hores que passen. Poesies rosselloneses.

1918
- Gibrat, Joseph. Aperçu historique sur la paroisse de Corneilla-de-la-Rivière [Consulta: 6 abril 2016]. Arxivat 2016-05-05 a Wayback Machine. («Exemplar digitalitzat». Arxivat de l'original el 2016-05-05. [Consulta: 6 abril 2016].)

1919
- Gibrat, Joseph. Cosas de casa [Consulta: 6 abril 2016]. Arxivat 2016-05-05 a Wayback Machine. («Exemplar digitalitzat». Arxivat de l'original el 2016-05-05. [Consulta: 6 abril 2016].)

1922
- Almanach català-rossellonès de la Veu del Canigó.  Perpinya: Imprempta Catalana, 1922-1927.